# 1993年臺灣
|        | 臺灣歷史 \| 台灣歷史年表 |
| 世纪： | 19世纪臺灣 \| 20世纪臺灣 \| 21世纪臺灣 |
| 年代： | 1960年代臺灣 \| 1970年代臺灣 \| 1980年代臺灣 \| 1990年代臺灣 \| 2000年代臺灣 \| 2010年代臺灣 \| 2020年代臺灣                                           |
| 年份： | 1988年臺灣 \| 1989年臺灣 \| 1990年臺灣 \| 1991年臺灣 \| 1992年臺灣 \| 1993年臺灣 \| 1994年臺灣 \| 1995年臺灣 \| 1996年臺灣 \| 1997年臺灣 \| 1998年臺灣 |
| 纪年： | 癸酉年（鸡年）、中華民國82年 |

## 政府

### 國家正副元首

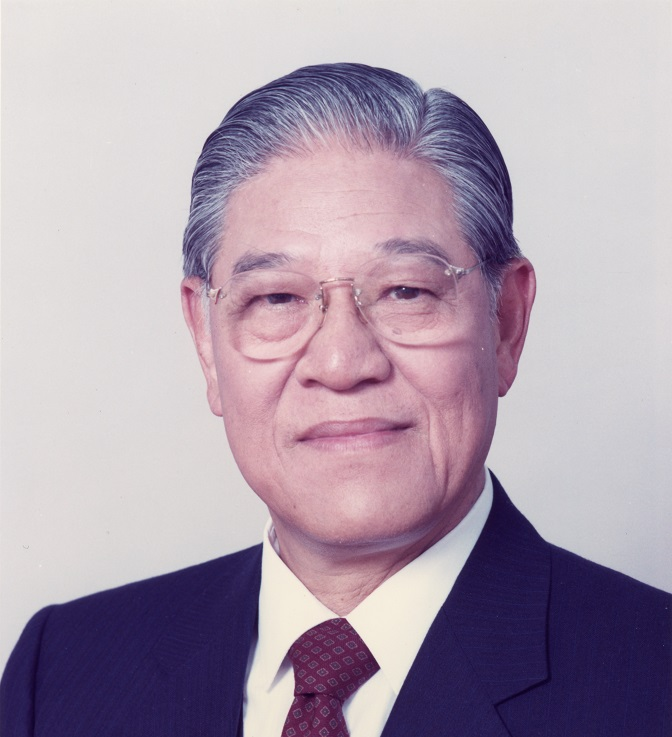
總統：李登輝
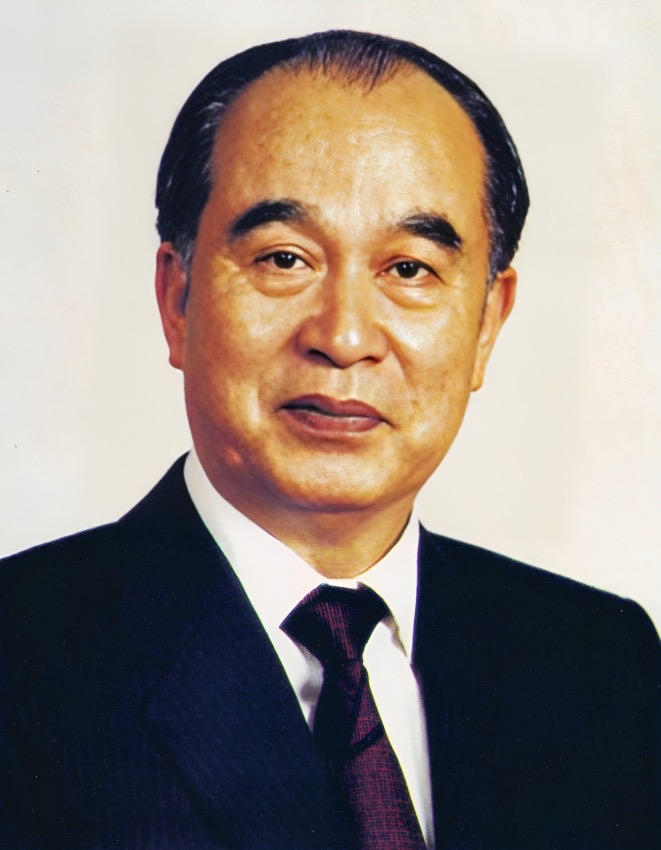
副總統：李元簇

### 五院首長

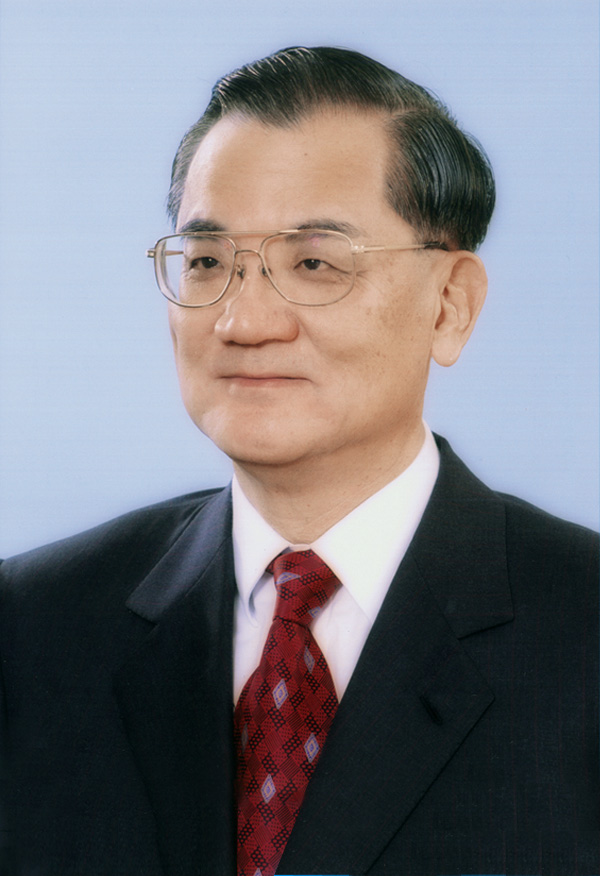
行政院院長：連戰
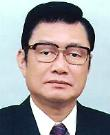
立法院院長：劉松藩
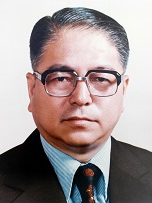
司法院院長：林洋港
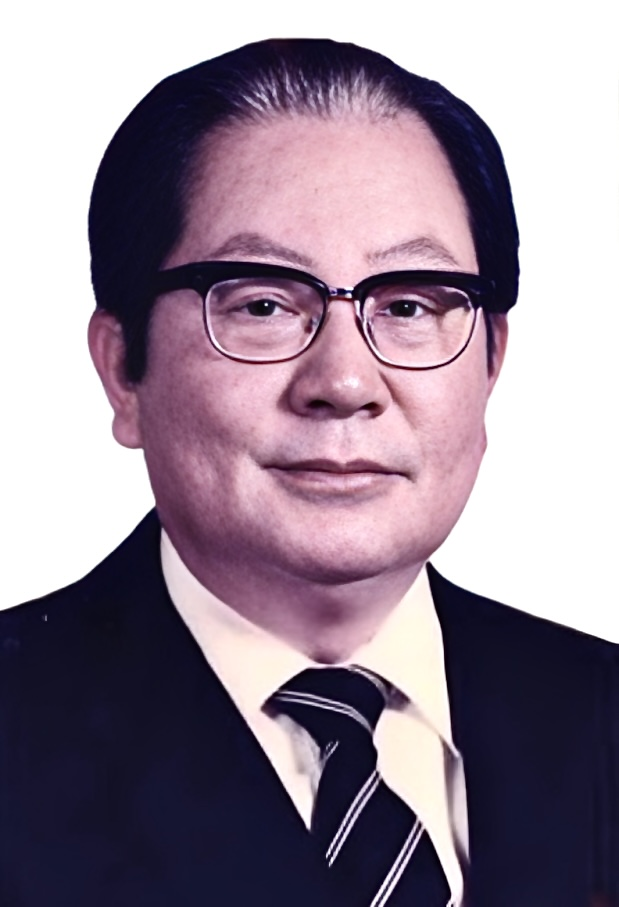
考試院院長：邱創煥
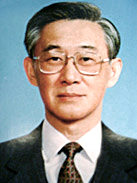
監察院院長：陳履安

### 省政府主席

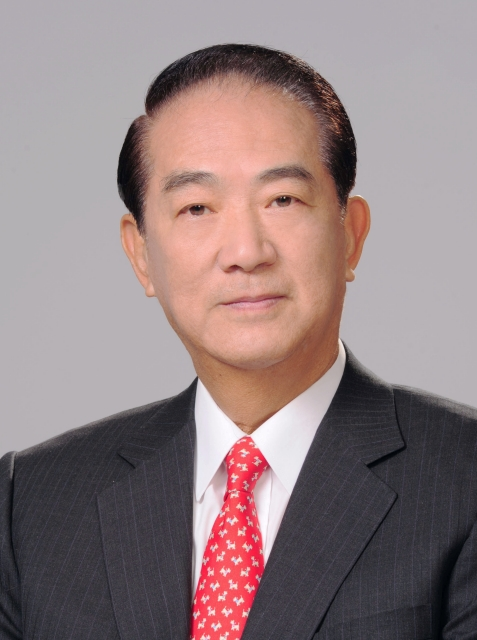
臺灣省政府主席：宋楚瑜
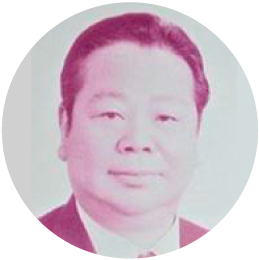
福建省政府主席：吳金贊

### 成員變動

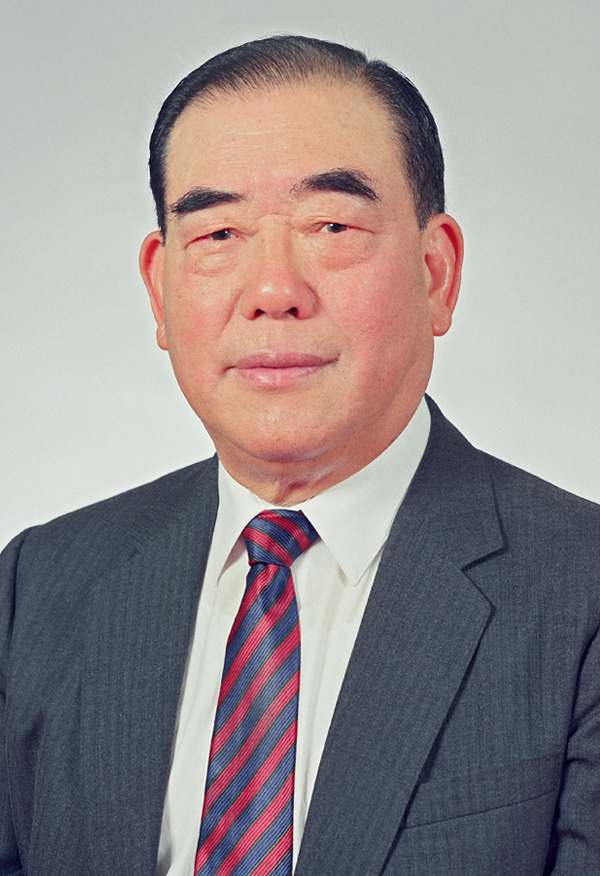
行政院院長：郝柏村（內閣總辭）
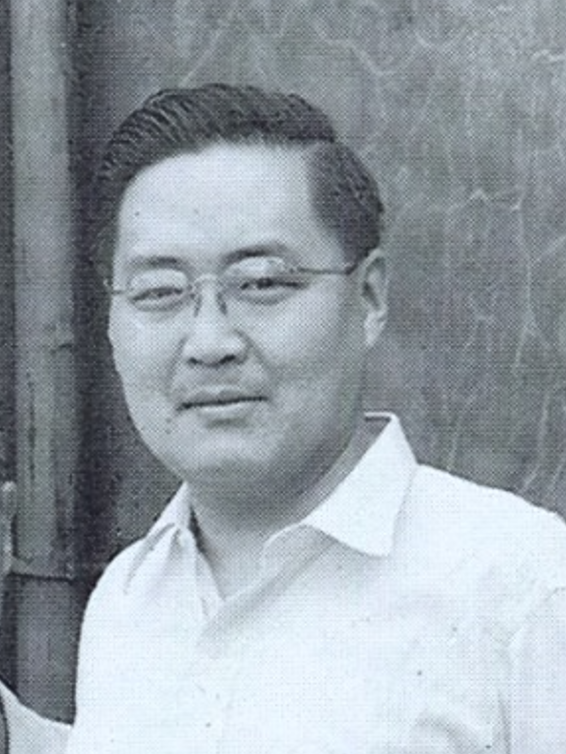
考試院院長：孔德成（任期屆滿）
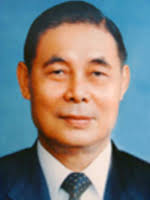
監察院院長：黃尊秋（任期屆滿）
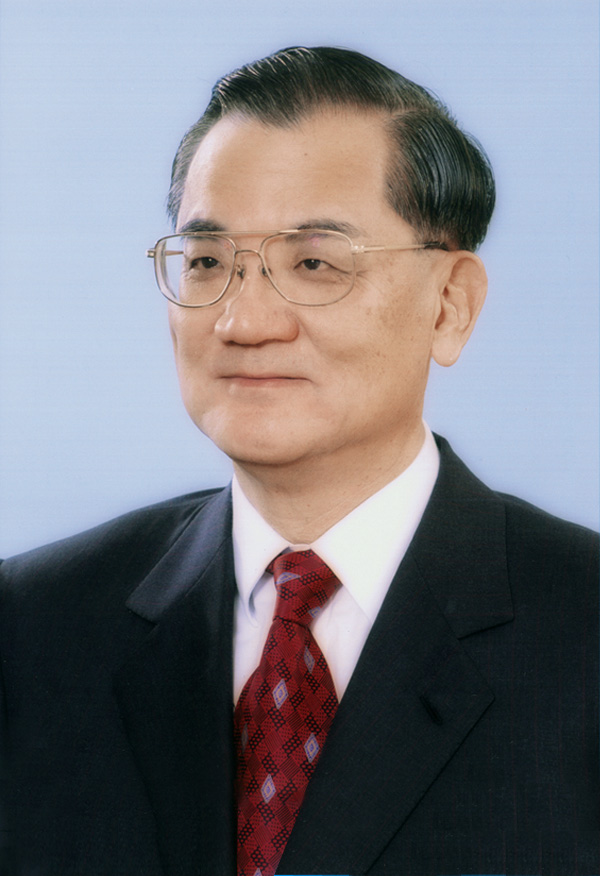
臺灣省政府主席：連戰（轉任行政院院長）
臺灣省政府主席：凃德錡（代理結束）

## 大事記
- 1月19日——臺北市論情西餐廳大火，造成33人死亡、21人受傷。
- 2月1日——中華民國證券交易稅由千分之六，降為千分之三。
- 2月27日——連戰接替郝柏村為行政院院長。
- 4月19日——台灣獨立建國聯盟成立「台灣國民制憲運動委員會」，主張「宣揚憲政理念，建立國民意識，推動公民投票，完成制憲建國」。
- 4月27日——中華民國海基會代表辜振甫與中華人民共和國海協會代表汪道涵於新加坡進行辜汪會談。
- 5月5日——立法院發生議會暴力事件，國民黨立委林明義和民進黨立委吵架。下台後，林因宣稱民進黨立委蘇焕智罵他幹你娘，於是拿黑金鋼大哥大朝蘇頭上猛砸下去。最後於5月7日民進黨團與國民黨團共同觀看5月5日錄影帶，一致認為蘇焕智並未罵髒話，反而是林明義「幹」、「𤞚」聲連連，最後蘇煥智未能發言，陳朝容安慰他「卡忍耐」，蘇煥智重複此話，卻被林明義誤聽而衝過主席台毆打蘇煥智。[1]最終下午林明義在院會中公開道歉。[2]
- 6月26日，總統府核准設立中央研究院臺灣史研究所籌備處，是「臺灣史」在臺灣正式成為歷史學門獨立研究領域的里程碑，象徵著臺灣本土化運動帶來的機制改變，使臺灣歷史文化重受重視。[3]
- 9月28日——香港電視廣播有限公司（股份百分之七十）與年代電視（股份百分之三十）合資成立台灣TVBS（聯意製作股份有限公司），成為台灣本土第一個衛星電視台，無線衛星電視台開播。
- 10月16日——宜蘭縣史館開館，成為全國第一個地方史料館，張炎憲譽為臺灣歷史文化重建的新標竿。
- 10月27日——鄧如雯殺夫案。
- 11月4日——中華航空605號班機事故在香港啟德機場衝出跑道，23人受傷。
- 11月16日——美國前總統老布希搭乘專機抵達中正國際機場，時任中華民國總統李登輝夫婦、外交部次長、外交部北美司長、美國在台協會處長、美國國防部前助理部長均前往接機。[4]其後，除拜會總統李登輝外，也在臺北發表演說。
- 11月25日，韓國在台設立駐台北韓國代表部[5]，代替1992年台韓斷交後撤收的韓國大使館作為駐台機構。中華民國也在首爾設立代表處。[6]
- 11月27日，舉行縣市長選舉投票，選出23個縣市的行政首長，是金門縣縣長、連江縣縣長等福建省縣份的行政首長首次進行選舉。
- 12月10日，中華民國海軍上校尹清楓遺體在宜蘭外海發現，引爆拉法葉艦軍購回扣案，牽涉跨國龐大軍火交易，撼動多國政壇。

## 出生
参见： 1993年出生
- 1月1日——陳蘊予：演員、模特兒。
- 1月2日——高國麟：棒球選手。
- 1月3日——斯亞：歌手、演員，是Twinko成員之一，曾為黑Girl第二代成員。
- 1月7日——
  - 陳希瑀：演員。
  - 李睿麒：籃球運動員。
- 1月10日——林建勛：足球運動員。
- 1月13日——孔令元：演員。
- 1月16日——陳宇璿：田徑運動員。
- 1月17日——林子峻 ：演員 曾客串電影賽德克巴萊飾演義軍 後來淡出演藝圈曾經任職保全公司主管並經營團購股票與中古車買賣
- 1月19日——黃捷：政治人物，現任高雄市立委。
- 1月24日——
  - 陳羽緁：歌手。
  - 廖彥龍：演員、通告藝人。
- 1月26日——黃湘婷：籃球運動員。
- 1月31日——陳向熙：模特兒。
- 2月3日——徐愷：演員。
- 2月6日——彭千祐：演員、畫家。
- 2月8日——孫睿：歌手、演員，是All-Range成員之一。
- 2月11日——
  - 林哲宇：足球運動員。
  - 歐書誠：棒球選手。
- 2月12日——陳思安：廣播主持人。
- 2月13日——余妮：演員。
- 2月16日——林約翰：足球運動員。
- 2月18日——李思瑾：演員、財經主播。
- 2月22日——李昱鴻：旅日棒球選手。
- 2月23日——吳玓蓉：羽球選手。
- 2月24日——帥佩伶：羽球選手。
- 2月25日——林哲瑋：射箭運動員。
- 2月27日——陳勤宗：棒球選手。
- 3月1日——
  - 林航：棒球選手。
  - 張筑涵：輕艇運動員。
- 3月3日——包提傑：籃球運動員。
- 3月8日——陳彧徵：超級星光大道參賽者，是第二屆模范棒棒堂成員之一。
- 3月9日——王宣：演員、模特兒。
- 3月17日——
  - 黎晏孜：演員。
  - 林書函：演員。
- 3月20日——邱紫庭：演員、啦啦隊員，是Rakuten Girls成員之一。
- 3月25日——溫智豪：足球運動員。
- 3月30日——
  - 林知譽：棒球選手。
  - 李明璇：廣播主持人、市政顧問。
- 3月31日——李玉璽：歌手、演員，是李亞明之子。
- 4月1日——吳采臻：演員、模特兒。
- 4月4日——陶貞穎：記者。
- 4月6日——邱柏瑋：環保運動人士。
- 4月7日——
  - 吳季璇：演員。
  - 游凱臣：演員、模特兒。
  - 吳桀睿：棒球選手。
  - 楊志龍：棒球選手。
- 4月8日——
  - 邱子芯：演員。
  - 盧昕妤：YouTube網紅。
  - 李啟瑋：籃球運動員。
- 4月11日——
  - 邱治諧：歌手，是TPI台灣練習生成員之一。
  - 沈震東：政治人物。
  - 黃柏睿：羽球選手。
- 4月13日——林玉書：演員。
- 4月16日——
  - 何美：演員、主持人。
  - 游朝惟：棒球選手。
- 4月17日——許恆賓：足球運動員。
- 4月18日——
  - 徐欣妍：演員。
  - 鄭先知：桌球選手。
  - 郭佳紋：籃球運動員。
- 4月19日——贊薇：聲林之王參賽者、超級星光大道參賽者。
- 4月21日——潘耀傑：棒球選手。
- 5月2日——巫建和：演員。
- 5月5日——賈佩雅：演員、模特兒。
- 5月6日——李愷諺：籃球運動員。
- 5月11日——李峻嘉：足球運動員。
- 5月12日——
  - 許明杰：歌手、演員、主持人，是SpeXial成員之一。
  - 林利豪：超級偶像參賽者。
- 5月13日——李炫諺：游泳運動員。
- 5月17日——張進德：旅美棒球選手。
- 5月18日——楊晴：籃球運動員。
- 5月20日——
  - 林詩嘉：射箭運動員。
  - 張竣龍：棒球選手。
  - 林書逸：棒球選手。
- 5月21日——吳松蔚：籃球運動員。
- 5月22日——黃稚峰：棒球選手。
- 6月2日——林佳恩：射箭運動員。
- 6月7日——
  - 吳念庭：棒球選手。
  - 盧敬堯：羽球選手。
- 6月9日——
  - 張珈瑄：新聞主播。
  - 楊雅婷：主持人，是YOYO家族成員之一。
  - 陳盈駿：籃球運動員。
- 6月10日——陸夏：演員。
- 6月11日——許含光：歌手。
- 6月15日——陳盈駿：籃球選手。
- 6月16日——林苡棠：演員。
- 6月19日——陳健嚴：舞者。
- 6月21日——鄭佳銘：棒球選手。
- 6月24日——
  - 李晉瑋：歌手。
  - 鄭伊秀：籃球運動員。
- 6月28日——陳韻喬：歌手、演員。
- 6月30日——林家佑：羽球選手。
- 7月6日——宮以騰：演員。
- 7月12日——簡肇熠：籃球運動員。
- 7月14日——張文平：籃球運動員。
- 7月20日——
  - 賴宗嬴：演員。
  - 吳柏瑋：環保運動人士。
- 7月22日——夏宇禾：演員。
- 7月23日——謝語倢：網球選手。
- 7月25日——梁妍甄：演員。
- 8月1日——陳思羽：桌球選手。
- 8月2日——張婕筠：主持人，是MOMO家族成員之一。
- 8月3日——楊士弘：歌手。
- 8月8日——高愷蔚：歌手。
- 8月10日——王睿：足球運動員。
- 8月11日——陳宥蓉：新聞主播。
- 8月12日——昆凌：藝人。
- 8月16日——楊震：演員。
- 8月18日——曾靜玟：歌手。
- 8月21日——
  - 林莎：模特兒、通告藝人。
  - 紀聖珐：足球運動員。
- 8月23日——任祐成：演員、主持人。
- 8月29日——吳品潔：演員。
- 8月30日——廖任磊：棒球選手，是廖乙忠之兄。
- 8月31日——
  - 謝京穎：演員。
- 9月4日——向俊賢：田徑運動員。
- 9月7日——葉曉霏：演員。
- 9月9日——王柏融：棒球選手。
- 9月11日——王介甫：網球選手。
- 9月12日——諶怡君：籃球運動員。
- 9月14日——婁峻碩：歌手，是CHING G SQUAD成員之一。
- 9月16日——陳柏煜：作家。
- 9月17日——陳明軒：棒球選手。
- 9月18日——陳秉豐：田徑教練。
- 9月19日——
  - 楊聖均：棒球選手。
  - 林子昱：棒球選手。
  - 詹皓晴：網球選手，是詹詠然之妹。
- 9月22日——陳奎儒：田徑運動員。
- 9月24日——楊天佑：籃球運動員。
- 9月26日——
  - 宋蘋恩：模特兒、通告藝人。
  - 黃暐傑：旅美棒球選手。
- 9月27日——陳天仁：演員、通告藝人，是周孝安之妻。
- 9月29日——文姿云：空手道選手。
- 10月1日——
  - 周予天：歌手。
  - 陳慕：演員。
  - 林子閎：歌手、演員、主持人，是SpeXial成員之一。
- 10月3日——
  - 楊達翔：棒球選手。
  - 高展宏：舉重運動員。
- 10月4日——楊瑞承：棒球選手。
- 10月5日——
  - 黃昱維：業餘天氣預報者。
  - 陳伊：歌手、啦啦隊員，是伊梓帆成員之一，曾為LamiGirls、Rakuten Girls成員。
- 10月6日——
  - 黃竣彥：棒球選手。
  - 龍龍：YouTube網紅。
- 10月7日——楊宗諺：記者。
- 10月9日——啾啾鞋：Youtuber。
- 10月10日——
  - 謝震廷：創作型歌手。
  - 沈欣：籃球運動員。
  - 蘇盈安：社會工作者，曾任台灣基進高雄黨部辦公室主任。
- 10月17日——鄭兆村：田徑運動員。
- 10月18日——杜天皓：演員。
- 10月22日——游朝偉：競技體操選手。
- 10月26日——
  - 鄭倢伃：模特兒，是鄭靚歆之姊，曾為黑Girl成員。
  - 溫立煌：籃球運動員。
- 10月28日——黎安：演員。
- 10月29日——Leo王：創作型歌手。
- 10月30日——任龍欣：星光大道參賽者。
- 11月1日——陳甯亞：演員、啦啦隊員，是Rakuten Girls成員之一。
- 11月2日——李亞峰：導演、編劇。
- 11月4日——
  - 范少勳：演員、模特兒。
  - 胡智爲：棒球選手。
- 11月7日——譚雅婷：射箭運動員。
- 11月8日——
  - 梁凱莉：演員、主持人、通告藝人。
  - 張皓鈞：籃球運動員。
- 11月9日——楊興治：籃球運動員。
- 11月10日——
  - 江少慶：棒球選手。
  - 劉鴻敏：排球運動員。
- 11月12日——徐謀俊：演員。
- 11月15日——吳祐任：籃球運動員。
- 11月18日——林柏偉：籃球運動員。
- 11月21日——牟韻潔：主持人。
- 11月24日——吳子霏：演員。
- 11月26日——郭婞淳：舉重選手。
- 11月28日——韓笙笙：演員。
- 11月29日——余冠燐：射箭運動員。
- 11月30日——于煥亞：籃球運動員。
- 12月10日——方琦：演員，是梁佑南之女。
- 12月12日——黃顯詠：跆拳道選手。
- 12月14日——陳昱翰：籃球運動員。
- 12月16日——林家佑：演員。
- 12月18日——林任鴻：籃球運動員。
- 12月26日——朱盛平：演員。
- 12月29日——蘇奕晉：籃球運動員。
- 12月30日——陳冠全：籃球運動員。

## 逝世
- 2月21日——那卡諾，本名黃仲鑫，作詞家。代表作有〈望你早歸〉。（1918年出生）
- 3月23日——劉煥榮，死刑犯，因犯下多起槍擊殺人案件，曾經列名十大槍擊要犯之中，後遭日本警方逮捕，回台後判處死刑定讞。劉煥榮在臨刑前高喊「中華民國萬歲！中華民國萬歲！我對不起國家！中華民國萬歲！謝謝各位！」一事，使其成為讓台灣社會所熟知的罪犯之一。
- 4月24日——張昭鼎，臺灣無機化學研究先驅學者。
- 5月11日——陳啟川，企業家、政治人物。第四、五屆高雄市市長。（1899年出生）
- 5月21日——劉闊才，前立法院院長。（1911年出生）
- 6月20日——余玉賢，前行政院農業委員會主任委員。
- 7月8日——俞大維，前國防部部長。
- 10月12日——王康陸，台灣獨立建國聯盟秘書長，在一次離奇車禍中過世。（1941年出生）
- 12月9日——尹清楓，中華民國海軍武獲室執行長。（1946年出生）
- 12月11日——谷正綱，反共鐵人。
- 12月24日——嚴家淦，前中華民國總統。